# Odon III z Szampanii
Odon III, także Otton III (fr. Eudes III; ur. ok. 1065, zm. 1093) – hrabia Szampanii (jako Odon III), hrabia Troyes, Vitry-le-François i Meaux (jako Odon V). Drugi w kolejności syn Tybalda III, hrabiego Blois, i jego drugiej żony Alicji de Crepy, córki Raoula IV de Vexin, hrabiego Valois. Brat przyrodni Stefana Henryka i rodzony Hugo oraz Filipa, biskupa Châlons-sur-Marne.
Po śmierci ojca w 1089 roku wskutek interwencji Filipa I Odon objął hrabstwo Szampanii, w tym Meaux (nad którym de facto panował starszy brat) i Vitry. Starszy brat Stefan Henryk formalnie został hrabią Blois, Chartres, Châteaudun i Meaux (te tereny ojciec przekazał mu już w 1074) oraz seniorem Sancerre. Młodszy brat Hugo został hrabią Bar-sur-Aube. Podczas swego panowania nie podjął ważnych politycznie decyzji, a jedynie dokonał donacji na rzecz klasztorów w Montier-en-Der, Molesme i Troyes. Był mężem nieznanego pochodzenia Berty, z którą nie doczekał się potomstwa. Po bezdzietnej śmierci Odona Hugo odziedziczył jego ziemie i przyjął tytuł hrabiego Szampanii, który nosili odtąd jego następcy.